# Chérarda
Chérarda (en arabe: شراردة) est une tribu marocaine d'origine arabe, issue des Banu Maqil, installée dans la région de Sidi Kacem, dans le Gharb, ainsi qu'au sud-est de Fès.

Les Chérarda sont issus d'éléments originaires de plusieurs sous-clans arabes du Sahara, du Tafilalet ou du Drâa. Ils sont installés dans le nord du Maroc pour servir en tant que guich pour la protection de Fès.

## Origine des Chérardas
Les Cherarda sont une tribu arabe guich, dans l'armée du sultan, et ils sont issus de Banu Maaqil, ils ont été transportés du Sahara jusqu'au Haouz de Fès. Possible appartenance aux Ouled Delim, dû a une fraction de la tribu du même nom et de la même provenance. Ils sont composés de 5 fractions; 
- Ouled Delim
- Chebanat
- Dhoui Bilel
- Zirara
- Ouled Driss
- Tekna

Toutes d'origines maaqilites et chacunes fait référence à leur tribus originel du Sahara (Chebanat, Ouled Delim, Tekna, Dhoui Bilel, les Ouled Driss quant à eux serait des Chorfa des Ouled Bou Sbaa).

## Histoire
Au XIXe siècle, les Cherarda et Moulay Sliman entreront en conflit, le gouverneur de Marrakech, Abou Hafs Omar ben Bou Setta jaloux du développement de leur zaouia, va finir par convaincre le sultan d'entrer en conflit avec eux. Une première affrontassion à lieu, Moulay Slimane est défait, à ses cotés, le gouverneur de Marrakech et le Caid des Rehamna, Qassem ar-Rehamni. Les Cherardis ce partageront le butin de cette défaite pendant que les survivants retournent à Marrakech. Durant leur fuite, les troupes du makhzen sont bloqués par un cour d'eau, les Cherarda en profite pour les rattraper et les piller, Abou Hafs Omar ben Bou Setta est tué. Totalement démunis, Moulay Sliman demande à tous de stopper les combats et de donner aux Cherarda tout ce qu'ils veulent, ces derniers l'emporte à leur zaouia, il demeura durant 3 jours dans une maison nommé "Dar al-Moussem", le quatrième jour, un vendredi, il assista à la khotba et les Cherardis l'ont raccompagné à Marrakech. 

### Époque Coloniale
Le 28 Janvier 1912, deux Cherardis sont exécutés, les Cherarda, déjà assez énervé par les agissements de Madani al-Glaoui leur soutirant des impôts injustifiés (ce sont une tribu guich, censée être exemptée d'impôt), c'est alors que la situation va commencer a s'embraser, des lettres vont être envoyés aux Zayanes et a certaines tribus arabes, d'une prochaine incursion française a partir de la Chaouïa. 
C'est alors que leurs plans sont gâché par la révolte embrasé des Cherarda contre la demande excessive des impôts par al-Glaoui, cette révolte va s'exporter aux autres tribus, pour maté cette rébellion, le Sultan Moulay Abd al-Hafidh va envoyer des troupes dirigé par le Général Émile Mangin contre les Cherarda révoltés et leur soutiré les impôts dus.

## Personnalités
• Driss Ben El Kouri; Seul et unique pacha marocain du Touat

## Sources

### Sources bibliographiques
1. ↑  Archives marocaines, volume XXVIII 1931, p. 24.

### Francophone
- Ahmed ben Khâled Ennâsiri Esslâoui. (trad. de l'arabe par Eugène Fumet), Kitâb Elistiqsâ li-Akhbâri doual Elmâgrib Elaqsâ [« Le livre de la recherche approfondie des événements des dynasties de l'extrême Magrib »], vol. IX : Chronique de la dynastie alaouie au Maroc, Paris, Ernest Leroux, coll. « Archives marocaines », 1906 (lire en ligne)
- Direction générale des affaires indigènes, Archives marocaines, vol. XXVIII, Paris, Honoré Champion, coll. « Publication de la Direction générale des affaires indigènes (section sociologique) », 1931, 65 p. (lire en ligne [PDF])   — y sont incluses plusieurs cartes.